# فلاديمير فورناليك
فلاديمير فورناليك (بالبولندية: Waldemar Fornalik)‏ (11 أبريل 1963 في بولندا - ) هو مدرب كرة قدم ولاعب كرة قدم بولندي في مركز الدفاع. لعب مع رتش شوروزو.

## وصلات خارجية
- فلاديمير فورناليك على موقع الاتحاد الدولي (مؤرشف)  (الإنجليزية)
- فلاديمير فورناليك على موقع قاعدة بيانات كرة القدم.إي يو (الإنجليزية)
- فلاديمير فورناليك على موقع عالم كرة القدم.نت (الإنجليزية)